# Římskokatolická farnost Moravské Budějovice
Římskokatolická farnost Moravské Budějovice je územní společenství římských katolíků s farním kostelem svatého Jiljí v moravskobudějovickém děkanství.

## Historie farnosti
Kostel sv. Jiljí stojí na stávajícím místě od 13. století, během následujícího období prošel několika přestavbami. Jeho současná podoba pochází ze začátku 18. století. 

## Duchovní správci
První známý farář v Moravských Budějovicích (jménem Bertholdus) je uveden v listině z roku 1235. V letech 1866 až 1868 zde jako kaplan působil spisovatel Václav Kosmák. Po listopadu 1989 spravovali farnost salesiáni ze zdejší komunity. Od 1. září 2011 zde byl farářem P. Pavel Krejčí, SDB, později podezřelý ze sexuálního zneužívání mladé ženy.
Po dohodě s brněnským biskupstvím salesiáni předali diecézi farnost Moravské Budějovice a některé další přilehlé, které spravovala salesiánská komunita. Šlo o dlouhodobě plánovaný krok odpovídající skutečnosti, že salesiánů ubývá, a tomu, že systematicky opouští místa, kde je pouze farní pastorace. 
K 1. srpnu 2020 byl farářem ustanoven R. D. Miloš Mičánek.

## Bohoslužby
| Kostel               | Místo               | Bohoslužba (den)                                 | Hodina                                                                          | Poznámka     |
| -------------------- | ------------------- | ------------------------------------------------ | ------------------------------------------------------------------------------- | ------------ |
| svatého Jiljí        | Moravské Budějovice | neděle pondělí středa čtvrtek pátek sobota       | 7.30, 10.30 7.00 18.00 (zima)/18.30 (léto) 7.00 18.00 (zima)/18.30 (léto) 18.30 | farní kostel |
| Dům svatého Antonína | Moravské Budějovice | neděle pondělí úterý středa čtvrtek pátek sobota | 9.00 16.00 9.00                                                                 | kaple        |

## Aktivity ve farnosti
Den vzájemných modliteb farností za bohoslovce a bohoslovců za farnosti brněnské diecéze i Adorační den připadá na 14. února.
V září 2016 byla v Moravských Budějovicích otevřena mateřská škola Jabula. Název odkazuje na osobnost umučeného kněze Jana Buly. Zřizovatelem školky je Biskupství brněnské.
Na území farnosti se koná Tříkrálová sbírka. V roce 2015 se při ní vybralo 106 854 korun.O dva roky později činil výtěžek sbírky 120 714 korun.
Ministrantské schůzky se konají každou středu na faře, v orlovně se pak ve čtvrtek konají modlitby mužů a v pátek modlitby žen.